# The Private Residences at Hotel Georgia
Die Private Residences at Hotel Georgia ist ein hohes Wohngebäude, welches sich in der 699 Howe Street in Vancouver, British Columbia, Kanada befindet. Das Gebäude verfügt über 49 Etagen und eine Höhe von 157 Metern. Das Wohngebäude grenzt unmittelbar an das exklusive Rosewood Hotel Georgia, welches im Jahre 1927 eröffnet wurde und aufgrund des Baus der Private Residences grundlegend aufwendig restauriert wurde.

## Bauzeit
Die Bauarbeiten begannen im November 2008 auf dem Gelände, auf dem sich ein Parkplatz des Hotel Georgia’s befand. Das Parkhaus wurde abgerissen und stattdessen entstand eine Tiefgarage mit rund 328 Parkplätzen. Im Juni 2009 wurden die unterirdischen Arbeiten abgeschlossen und man begann mit den oberirdischen Etagen. Im 2010 fanden die arbeiten am Hotelgebäude statt. Im Frühjahr wurde die Restaurierung und die grundlegende Sanierung der 154 Zimmer des Gebäudes des Rosewood Hotel Georgia abgeschlossen. Die Eröffnung des Hotelgebäudes fand im Juli 2011 statt. Ende 2011 erreichte der Wolkenkratzer seine endgültige Höhe. Es wurde unmittelbar mit dem Innenausbau begonnen.

## Einrichtungen
Das Gebäude verfügt über Spa und Wellnessanlagen, Fitnessstudio, Swimmingpool, Restaurant, Tiefgarage, Concierge Service.